# トロピカーナ

以前のロゴ

トロピカーナ・プロダクツ（Tropicana Products, Inc.）は、主にフルーツベースの飲料を製造するアメリカの多国籍企業である。1947年にアンソニー・T・ロッシによってフロリダ州ブレイデントンに設立され、1998年から2021年までペプシコが所有していた。トロピカーナの本社はシカゴにあり、オレンジジュースの製造に特化している。

## 歴史
1940年代のフロリダでに進物用のカットフルーツビジネスで成功したアンソニー・ロッシは、オレンジ・ジュースの瞬間殺菌技術を見て1949年に「トロピカーナ」のブランド名でジュースビジネスに参入した。
トロピカーナはジュースから水分を取り除く蒸発乾燥装置を開発することで冷凍濃縮ジュースという技術革新をもたらし、冷凍ジュース市場でのトップブランドとなった。1954年には、ごく短時間だけ加熱する新しい瞬間殺菌法を導入し、冷蔵状態で管理されるチルドジュースの製造へとつながった。物流面での技術改良も積極的に行われ、コーティング紙を用いた紙パックの開発をアメリカン・キャン・カンパニーに委託し、1969年には柑橘ジュース業界で最初に自前の紙パック製造工場を稼働させている。
日本においては、1991年にキリンビバレッジと合弁会社を設立し、ライセンス生産による販売が開始された。紙パック製品の販売は小岩井乳業が行っていたが、2011年からは江崎グリコに委託を行っている。日本において主なペプシコの飲料(ペプシコーラ、ゲータレード、マウンテンデューなど)はサントリーフーズがライセンス生産を行っている中でキリンが販売している本製品は異例と言える。また、明治製菓よりその果汁を使ったキャンディが発売された。
2021年8月3日、ペプシコはトロピカーナブランドの売却を発表した。投資ファンドPAIパートナーズに対し33億ドル（約3600億円）で売却され、PAIと共同で設立される新会社の株式39パーセントを所有する予定。米国内で健康志向の高まりを背景にした糖分が多い飲料を避ける傾向が顕著となったことから販売が低迷したことによる。